# Manuel Puig
Manuel Puig, all'anagrafe Juan Manuel Puig Delledonne (General Villegas, 28 dicembre 1932 – Cuernavaca, 22 luglio 1990), è stato uno scrittore, drammaturgo e sceneggiatore argentino.

## Biografia
Nacque a General Villegas, nella provincia di Buenos Aires, il 28 dicembre del 1932, figlio di Baldomero Puig, di origini catalane, e di María Elena Delledonne, di origini italiane. Il padre gestiva una rivendita di vini, mentre la madre, laureata in chimica, lavorava in ospedale. Fu lei a portare Manuel, ancora piccolissimo, al cinema, anche più volte alla settimana, determinando così una passione durata poi per tutta la vita, e legata soprattutto alle pellicole hollywoodiane. Qualche anno dopo, inoltre, sarà proprio il cinema a spingere Puig allo studio dell'inglese ("la lingua del cinema") e poi di altre lingue rilevanti nel medesimo campo, come l'italiano.
Nel 1946 Puig si trasferì nella capitale per gli studi superiori. Si iscrisse poi anche all'università, ma aveva intanto cominciato a scrivere recensioni e commenti cinematografici e più dello studio lo attirava l'idea di entrare nel mondo del cinema. Aveva però anche cominciato a leggere intensamente, sia i grandi narratori del Novecento che i testi della psicoanalisi. Fu così che, rinunciando senz'altro all'università, Puig nel 1956 colse l'occasione di una borsa di studio, concessagli proprio da un istituto italiano di Buenos Aires, e partì per Roma allo scopo di frequentare il Centro sperimentale di cinematografia.
L'intenzione era quella di diventare sceneggiatore. Puig cercò di realizzarla insieme all'amico argentino Mario Fenelli, divenuto poi scrittore e sceneggiatore e che secondo Suzanne Levine fu un suo mentore. Ma trovò un ambiente in cui prevaleva ancora il neorealismo, mentre Hollywood vi era piuttosto disprezzata e demonizzata. Puig ebbe però modo in questo periodo di conoscere l'Europa: fu a Parigi, Londra e Stoccolma, mantenendosi come insegnante di lingua ma lavorando anche come cameriere. Scriveva intanto i primi trattamenti cinematografici, ed in particolare, durante un rientro a Buenos Aires nel 1960, una sceneggiatura in cui già comparivano temi e spunti tipici: era la storia di un'attrice che sotto il regime peronista sposava un deputato per farsene strumento di una vendetta.
Puig trovò anche qualche lavoro, sia in Argentina che a Roma, come dialoghista e assistente alla regia; ma quando incominciò - su consiglio di Fainelli - una sceneggiatura basata su persone e momenti della propria vita, si accorse, come disse poi, che quello non era più cinema, era letteratura. Si trattava di qualcosa cui Puig continuò a lavorare anche nel periodo che dal 1963 trascorse a New York, impiegato al banco dell'Air France all'aeroporto, qualcosa che sarebbe diventato il suo primo romanzo: La traición de Rita Hayworth.

### L'esordio come scrittore:Il tradimento di Rita Hayworth
Terminato nel 1965, il dattiloscritto attraversa subito l'oceano perché Nestor Almendros, uno degli amici di Puig, lo invia a Juan Goytisolo, lettore di testi in spagnolo per l'editore parigino Gallimard. E sarà infatti Gallimard, in seguito, a pubblicare il libro in Francia. Ma Goytisolo fa leggere il testo anche all'editore spagnolo Carlos Barral: questi, inizialmente favorevole, poi rinuncia alla pubblicazione; ma fa partecipare il testo di Puig all'importante premio Seix Barral (pare che Mario Vargas Llosa, membro della giuria, si sia opposto a che Puig vincesse accusandolo di scrivere come un romanziere "rosa"). Il tradimento di Rita Hayworth viene pubblicato in Argentina nel 1968.
La grande novità del libro è data dal suo rifarsi continuamente e creativamente ad un immaginario "inferiore", quello del cinema anzitutto, ma anche dei radiodrammi, dei rotocalchi, della musica leggera: il tutto, immerso e rimescolato nel linguaggio parlato della quotidianità, in casa e per la via. Bambini e donne sono i protagonisti assoluti e gli eroi del racconto, in cui Puig riversa le proprie esperienze di vita con camuffamenti trasparenti: il suo nomignolo da bambino, Coco, diventa ad esempio il Toto del protagonista, e General Villegas diviene Coronel Vallejos.
Altra modalità che resterà poi costante nella narrativa di Puig è quella del montaggio a collage, in cui si alternano ad esempio monologhi interiori e parti tutte dialogate: il primo capitolo qui è addirittura formato esclusivamente con una successione di battute, dette in momenti differenti da personaggi non nominati. È una maniera di raccontare che sollecita l'attenzione di chi legge, mentre fa trionfare la invisibilità del narratore, la cui voce e la cui soggettività non risultano percepibili. Peraltro, in forma mascherata, l'autobiografismo in questo primo libro di Puig è fortissimo:
A Puig accadrà in seguito di venire criticato per una specie di "impersonalità" della sua narrativa, per l'assenza, nei suoi testi, di una riconoscibile "voce dell'autore". Ma è sempre bene ricordare il modo in cui egli è approdato alla narrativa:
Dunque i film di Lubitsch, di von Sternberg o di Hitchcock, oppure quelli messicani degli anni Quaranta-Cinquanta, hanno inciso sulla sua opera di narratore più della lettura di Faulkner o di Kafka. E d'altra parte ecco cosa dichiarerà più in là cogli anni in un'altra intervista:

### Il grande successo:Boquitas pintadas
Il secondo libro di Puig esce presto, nel 1969, col sottotitolo di Romanzo d'appendice e suddiviso in «puntate» (persino, all'occorrenza, integrate dal «riepilogo»): anche il titolo non è "d'autore", ma prelevato dai versi di una canzone interpretata da Carlos Gardel, Rubias de New York. I riferimenti a dischi o a canzoni ascoltate per radio sono frequenti nel testo, ma il magistrale lavoro di collage sviluppato da Puig si arricchisce di molti e svariati materiali: pseudo-resoconti di taglio giornalistico, finti verbali e rapporti di organi di polizia si alternano agli scambi epistolari tra i personaggi, con lettere magari piene, oltre che di sentimento, anche di strepitose sgrammaticature. Lo spazio geografico si amplia rispetto al primo libro, e alla cittadina di Coronel Vallejos fa ora riscontro anche Buenos Aires.
La rete di rapporti con le donne in cui si muove il protagonista maschile, un bel vitellone di provincia minato dalla tisi, è amministrata secondo le leggi di un mélo che alla fine si tinge di tragico, poiché le convinzioni "rosa" delle donne coinvolte finiscono col pretendere una realizzazione senza mezzi termini. Puig domina il racconto, anche qui senza mai comparire, e riesce a fondervi l'ironia con l'immedesimazione e la pietà:
Il libro provocherà malumori nella cittadina d'origine dello scrittore (dove molti riconosceranno nei personaggi delle persone reali) ma riscuoterà un clamoroso successo di pubblico, sia in Argentina che nei numerosi paesi in cui verrà tradotto. Nel 1974 uno dei maggiori registi argentini, Leopoldo Torre Nilsson, ne ricaverà un film, e nel tempo Boquitas pintadas (nella versione italiana Una frase, un rigo appena) rimarrà forse il più amato tra i libri di Manuel Puig.

### The Buenos Aires Affaire il distacco dall'Argentina
Con la pubblicazione di The Buenos Aires Affair nel 1973, entra in crisi il rapporto dello scrittore col proprio paese. Uscito nella primavera, il libro viene subito ristampato un paio di volte ma presto viene anche sequestrato in seguito ad accuse di oscenità. Le copie prelevate ritornano in libreria con alcuni passi cancellati dalla censura, ma il libro viene poi ritirato una volta per tutte e messo al macero. Puig riceve telefonate minacciose e alla fine decide di lasciare l'Argentina. Resterà per anni un autore vietato, e non rientrerà più a vivere nel proprio paese, neppure dopo il ritorno della democrazia.The Buenos Aires Affair in realtà proseguiva la linea dei due precedenti romanzi, scavando nella psiche dei due protagonisti costruiti da Puig e allo stesso tempo convocando tutte le mitologie, sia cinematografiche che di altra matrice, da cui quella psiche poteva essere infestata e però anche illuminata. Ma più delle scene di sesso (in realtà poche, e del tutto funzionali al racconto) sembra che a disturbare il potere siano state alcune affermazioni politiche affidate da Puig ai suoi personaggi, oltre probabilmente alla messa in discussione di identità sessuali consolidate dalle convenzioni.
Di certo il momento politico, in Argentina, era il meno favorevole all'espressione di quei punti di vista e di quelle critiche: proprio alla fine del 1972 era ritornato da un lungo esilio Juan Domingo Perón, che nell'estate del 1973 veniva eletto alla presidenza. In un paese dove già si moltiplicavano le azioni terroristiche, veniva così rilanciata l'ambiguità "popolare" del peronismo, movimento (e mitologia) capace di attirare consenso e partecipazione sia di destra che di sinistra. Era proprio contro il peronismo, invece, che andavano certe battute inserite da Puig nel suo romanzo. Ad esse si aggiungevano sia riferimenti alla cronaca delle attività "sovversive" che accenni alla tortura praticata dalle forze statali. Ce n'era senza dubbio abbastanza per spiegare la censura e la messa fuori legge del libro. Tanto più che l'Argentina, passata la breve stagione del secondo peronismo, avrebbe presto conosciuto le atrocità della dittatura militare.
Ma al di là (o al di qua) di tutto questo, il libro di Puig si proponeva principalmente come esempio di una narrativa modernissima, anche questa volta costruito con il montaggio di materiali disparati e di approcci differenti. L'immaginario cinematografico, soprattutto, vi era in grande evidenza: ogni capitolo del testo è infatti introdotto da stralci di sceneggiature mélo, quasi tutte hollywoodiane, di cui Puig sapeva poi efficacemente moltiplicare, scrivendo in proprio, tutte le possibili suggestioni:

### In esilio:Il bacio della donna ragno
Trasferitosi a Città del Messico, Puig vi lavorò ad un libro in cui si fondevano la sua passione per il mélo, la critica della repressione sessuale e la denuncia di metodi polizieschi e antiterroristici che in Argentina comprendevano non soltanto la manipolazione psicologica e il ricatto, ma la tortura e l'omicidio. Questo era il suo incipit:
- E gli occhi?

- Chiari, quasi di sicuro verdi, li socchiude per disegnare meglio. Guarda il modello, la pantera nera dello zoo, che prima se ne stava pacifica nella gabbia, accucciata. Ma quando la ragazza ha fatto rumore col cavalletto e lo sgabello, la pantera l'ha vista e ha cominciato a girare per la gabbia e a ruggire contro la ragazza, che fino allora non aveva trovato il chiaroscuro giusto da dare al disegno.»
Ma nelle pagine finali si leggeva anche quest'altro dialogo:
- Non parli, Arregui... se le fa tanto male.

- Da... que... sta parte...

- Ha ustioni di terzo grado, che bestie!

- Ah... ahi, no... per favore...

- E quanti giorni l'hanno tenuto senza mangiare?

- T... tr... tre...

- Che bestie...

(...) Mi ascolti, ne approfitto che non c'è nessuno al pronto soccorso e le do della morfina, così riposa. Se è d'accordo muova la testa. Ma non deve raccontarlo mai e poi mai, altrimenti mi sbattono fuori.»
Costituito quasi esclusivamente da dialoghi (con la parziale eccezione della drammatica parte finale), El beso de la mujer araña è la storia della convivenza carceraria tra un omosessuale condannato per adescamento di minori e un rivoluzionario arrestato per attività sovversiva. Il primo intrattiene l'altro con lunghi e favolosi racconti di film veduti (sia veri che immaginati da Puig), lo coccola, lo accudisce. E se ne innamora, fino a rompere la barriera tanto ideologica quanto omofobica oppostagli dall'altro. Ma le conseguenze saranno fatali.
Puig riesce a trasferire e a tradurre, nel personaggio del gay Molina, tutto un insieme di esperienze esistenziali e intellettuali che certamente appartenevano a lui, ma che in Molina hanno trovato una perfetta oggettivazione: il fascino del cinema, in particolare, e anche il culto del cinema, mai come in questo libro sono stati espressi in modo tanto ricco e convincente. E se nel Bacio Puig ha regolato i suoi conti coi regimi autoritari mostrandone la bassezza, le numerose e voluminose note che accompagnano il racconto pongono il libro anche su di un piano non narrativo, ma decisamente socio-politico, perché svolgono una serrata verifica delle teorie sulla omosessualità.
La pubblicazione non fu delle più facili: consulenti ed editori di taglio "militante", in vari paesi, non apprezzarono il gioco di simpatia e di osmosi che Puig aveva immaginato per i suoi due protagonisti, fino allo "scandalo" della consumazione di qualche rapporto sessuale tra di loro (uno "scandalo" che perdipiù si accompagnava ad una certa superiorità morale ed umana della "checca" nei confronti del rivoluzionario...) Uscito, comunque, nel 1976 in spagnolo e presto tradotto in vari paesi, Il bacio della donna ragno non fece che consolidare la fama di Puig. Alcuni anni dopo, il regista Hector Babenco ne avrebbe tratto un film di successo mondiale.

### Una lontananza vagabonda e senza ritorno
L'Argentina e Buenos Aires rimasero ancora presenti, ma meno direttamente, nei due successivi romanzi di Puig. Non fornirono più lo sfondo della vicenda, però i personaggi continuarono ad esservi legati, anche e soprattutto in rapporto alla drammatica realtà politica in corso nel loro paese. Ha scritto a questo proposito Angelo Morino che le ambientazioni scelte da Puig per i nuovi libri
E in effetti accadde che Pubis angelical, ambientato a Città del Messico, fu però pubblicato quando Puig si era già spostato a New York, dove visse un paio d'anni non facili (durante i quali insegnò scrittura creativa al City College e alla Columbia University). Analogamente, Maldición eterna a quien lea estas páginas fu ambientato a New York ma pubblicato quando Puig aveva già lasciato gli Stati Uniti per spostarsi a Rio de Janeiro. Solo scrivendo Sangre de amor correspondido Puig avrebbe annullato la presenza argentina e fatto coincidere il proprio paese di residenza, che per quasi un decennio sarebbe rimasto il Brasile, con quello in cui era ambientata la nuova vicenda romanzesca.
Frutto diretto della permanenza a New York furono anche i testi raccolti sotto il titolo di Estertores de una década, Nueva York '78: pubblicati originariamente sulla rivista spagnola «Bazaar», essi stanno a mezza via tra il racconto e la riflessione sul costume, e rimangono come gli unici testi brevi di Manuel Puig dando lezione di asciuttezza e rapidità. Affidandosi in veste di "testimone" alla voce di persone anche piuttosto realistiche, Puig le rende narratrici della loro esistenza, ne raccoglie gli sfoghi, le insoddisfazioni erotiche, le fantasie/speranze con cui - come tutti i personaggi di Puig e, crediamo, come lo stesso Puig - esse cercano una via di sopravvivenza. Ecco l'incipit di uno di quei testi:

#### Pube angelicale
- Sì, ha molte buone qualità... ma l'uomo di cui una ha bisogno... è un'altra cosa.

- Che uomo, Ana?

- Un uomo, non un bambino.

- Allora lo sto confondendo con un altro. Non era Pozzi quello che difendeva i detenuti politici?

- Sì.

- Non mi dicevi che era molto coraggioso, che correva rischi di continuo?

- Con me non era coraggioso, non mi diceva mai la verità.»
In questo dialogo emerge la questione che anima tutto Pubis angelical: la profonda differenza tra il modo femminile di vivere, al cui centro c'è il desiderio dell'amore, e un mondo maschile che è fondato sul dominio, sulla sopraffazione ma anche sulla risposta violenta da parte di chi subisce dominio e sopraffazione. Anche per questo libro Puig si affida a un'operazione di montaggio: il racconto infatti appare subito duplice, divaricato. Il lettore segue l'alternarsi di due vicende quantomai differenti: da una parte quella, esagerata, sgargiante, a tratti parodistica, che pesca nell'immaginario da feuilleton e hollywoodiano senza timore del kitsch, e che ha per protagonista «la donna più bella del mondo», dall'altra parte la vicenda strettamente realistica e attuale di Ana, una giovane donna che ha lasciato l'Argentina per il Messico e che si trova ricoverata a causa di un tumore. Come d'abitudine, Puig risolve quest'ultima vicenda senza intervenire, esclusivamente con dialoghi (tra Ana e l'amica Beatriz, tra Ana e Pozzi, il peronista di sinistra che la raggiunge in Messico e tenta di coinvolgerla politicamente) e con quella forma di monologo che è costituita dal diario di Ana:

I ragionamenti di Ana e le sue discussioni con Pozzi permettono a Puig di affrontare la situazione argentina, di analizzarne le contraddizioni sociali e politiche affidandosi ai due punti di vista, quello di Ana, poco politicizzata ma tendente al buon senso e affascinata dalla bellezza, dalla cultura, e quello di Pozzi, militante intelligente e disposto a spendersi con coraggio, ma che resta chiuso nella propria ottica. Dove invece Puig si scatena come mai in precedenza, è nella complicata storia della «donna più bella del mondo»:
Scenografo e costumista, oltre naturalmente che autore dello script, Puig ci fa assistere a squarci della favolosa ma poco felice vita di questa donna-mito, dagli anni Trenta ai Quaranta, e la fa anche morire, uccisa da una rivale, per poi riproporcela misteriosamente nelle vicende di un'altra donna, stavolta proiettata nel futuro di un'Era Polare dove si vive alla Orwell e alla Bradbury. Qualche segnale avverte però il lettore che dei nessi ci sono, tra i due corpi del racconto: cosa sarebbe la vita senza il desiderio e il sogno? Ma qual è lo spazio dell'amore? Alla fine si rivelerà anche il significato del titolo... però prima Ana avrà scritto nel suo diario «Mi dà vergogna essere spettatrice, voglio qualcosa di più» e, in concreto, cercherà almeno di recuperare il rapporto madri-figlie che nel corso del libro è apparso sempre così problematico (quanto al peronista Pozzi, sarà intanto andato incontro al suo destino tragico).
Anche da Pubis angelical verrà tratto un film con lo stesso titolo (Argentina, 1982, regia di Raúl de la Torre).

#### Queste pagine maledette
Maldición eterna a quien lea estas páginas uscì nel 1980. Nel suo nuovo libro Puig sposta ai margini quell'immaginario hollywoodiano e mélo a cui finora ha dato tanto spazio. Il testo si concentra in modo quasi esclusivo sul dialogo tra due soli personaggi, in una situazione di apparente banalità. Sono un anziano, proveniente dall'Argentina e ricoverato a New York, e un uomo ancora giovane che è stato assunto per fargli da accompagnatore qualche ora alla settimana. L'anziano sembra vittima di una grave amnesia, però si dimostra subito interessato in maniera piuttosto ossessiva alla vita del suo accompagnatore newyorkese, che per parte sua appare scontento, ideologizzato, anche irritabile. Nei giorni i loro incontri li portano ad un confronto sempre più personale e stringente, a momenti di vera e propria autocoscienza che l'uno sollecita all'altro. Si tentano interpretazioni, si effettuano "correzioni" reciproche in un crescendo labirintico:
- ...

- Le vien meno la memoria?

- Mia madre non aveva parole sue. Non sapeva neanche pensare per proprio conto.

- Sono stanco, non riesco a seguire i suoi ragionamenti. Ma mi dica qualche parola di quella donna, la prego.

- Quel che mia madre faceva era vivere, diciamo, la vita di un altro, e giustificarsi con frasi fatte che credeva di avere inventato. I suoi stessi bisogni, che erano diversi, non trovavano un linguaggio con cui esprimersi o con cui affiorare alla coscienza. Però esercitavano una pressione esasperante.»
- Non ci capisco una sola parola.

- Me l'ha detto poco fa, questo stesso pomeriggio. Ah! E mi viene in mente anche un'altra cosa. Un giorno nel parco mi ha detto che la voce dell'altro suonava maligna. E io non saprei descrivere come suona adesso la sua voce con una parola più azzeccata.

- Se insiste mi arrabbierò sul serio.

- Se lei è Larry deve dirmi chi l'ha picchiato una volta con un'assicella.

- Mio padre.

- Una voce maligna (...)»
Riferimenti anche ironici alla psicoanalisi e al cristianesimo servono ai due per sviluppare un discorso sulle esperienze amorose e familiari. Così emerge anche, a sprazzi, il passato sconvolgente che il vecchio ha vissuto in Argentina, dove si occupava di lotte sindacali e per questo ha subito conseguenze terribili. Ma è un passato da cui lui tende sempre a sfuggire, cercando invece di sovrapporsi quasi vampirescamente ai racconti del suo interlocutore:
- Sì, un fattorino del Comitato me l'ha portato a mezzogiorno. Ma non lo aprirò. Si sono sbagliati, non è per me.

- Come può essere?... Il mittente è un ufficio per i diritti umani, di Buenos Aires.

- Mi ascolti... Adesso ricordo quello che volevo dirle... prima. I passeri, e ogni genere di uccelli... e forse ogni genere di animali, badano ai loro figli... finché sono piccoli... di grandezza. Quando i piccoli dei passeri crescono, i genitori non sanno più... chi sono... non riconoscono più i loro figli... perché non hanno memoria, gli uomini invece sì.

- È una benedizione.

- No... nient'affatto... (...)»
- Da quello che ho visto nel suo diario personale, sí che ne ha creati, di problemi. Una magnifica impresa.

- Lei sta cercando di confondermi.

- No. Ammiro quello che ha fatto. Ha fatto fronte a un intero organismo repressivo.

- Non voglio creare problemi, voglio soltanto che gli occhi di lui cambino... Stanno guardandomi...

- Lei vuole che lui la guardi bene, che le sorrida... ma perché ha bisogno di un padre? Lei può fare della sua vita quello che vuole.»
Succede così, a tratti, che lo stesso dialogo - lasciato da Puig sempre senza "contorno", come in un copione privo di qualsiasi didascalia - scivoli in una dimensione di irrealtà e sembri appartenere al sogno o al delirio di un solo personaggio, il vecchio. Che alla fine viene trasferito sull'altra costa degli Stati Uniti. Tutto così rimane sospeso, irrisolto: si è ricreato un rapporto Padre-Figlio ma con tutte le tensioni del caso, senza saldature, senza solidarietà, senza orizzonte. Si comprende così anche la scelta del titolo (che è poi una citazione da Choderlos de Laclos).
Va notato che per la seconda volta Puig immagina, per il personaggio venuto via dalla violenza argentina, la condizione di inabilità, di dimezzamento di chi si trova ricoverato e assistito. Lo scrittore ha inoltre dichiarato che questo testo è nato a stretto contatto con la persona reale (un suo amante) su cui è modellato il personaggio di Larry: Puig gli faceva leggere le proprie note stese in inglese. Il personaggio di Ramirez, in parte immaginario, è stato comunque "vissuto" da Puig come se si trattasse del suo stesso padre, e il testo è quindi cresciuto effettivamente come una specie di psicodramma.

#### Testi teatrali
Sull'inizio degli anni Ottanta Puig tornò a dedicarsi al teatro: aveva già fatto qualche prova negli anni Settanta, ma ora il suo approccio fu più costante e produttivo. Anzitutto preparò una versione scenica de Il bacio della donna ragno, sintetizzata e concentrata esclusivamente sui due protagonisti (la drammatica parte finale del romanzo, in particolare, la risolse con un breve dialogo immaginario tra le loro voci); il lavoro andò in scena per la prima volta in Spagna nel 1981. Poi Puig passò a forme teatrali volutamente lontane da agganci realistici, scrivendo dei testi più trasognati e stilizzati in cui compaiono anche, a seconda dei casi, momenti di ironia surreale o di orrore soprannaturale. Bajo un manto de estrellas (tradotto in Italia come Stelle del firmamento) andò in scena proprio a Rio de Janeiro, in portoghese, nel 1982 e fu poi stampato in spagnolo nel 1983 come il testo precedente. Triste golondrina macho (Triste rondine maschio) uscì invece in prima edizione direttamente tradotto in italiano Ma le novità formali non facevano che metter in evidenza la fedeltà di Puig alla propria visione: centralità dell'amore, del rischio amoroso, e centralità dell'immaginario («quel nutrirsi di sogni che modella la vita quotidiana»):
SORELLA MINORE No! Nasciamo da qualcuno e siamo destinati a fonderci in qualcuno (...)»
Ancora per il teatro furono scritti Misterio del ramo de rosas e, in portoghese, Gardel, uma lembrança.

#### Sangue di amor corrisposto
Sangre de amor correspondido esce nel 1982 La vicenda, che si svolge in cittadine e campagne brasiliane, lontano dalle metropoli, è tutta affidata al "parlato" dei protagonisti. In una versione sui generis del flusso di coscienza, sono le loro voci che ricostruiscono per noi storie di famiglia, di amore e di sesso risalenti al passato degli anni più verdi. Queste voci si integrano, ma spesso si contrastano e si contraddicono, rivelando così quanto la memoria sia anche mistificazione, bisogno di credere che si è stati un tempo, almeno un poco, i padroni del mondo, prima di precipitare in un presente tanto più ostico:
- Com'è Santíssimo? io non ci sono mai stata, il nome è bello, un santo che protegge da tutti i pericoli. Ma te non ti protegge per niente.»
Per la stesura di questo testo Puig si avvalse largamente dei discorsi e racconti di un carpentiere che gli lavorava in casa: il personaggio centrale, Josemar, e le contestazioni a lui mosse dai personaggi femminili, derivano direttamente dalle esperienze e dal linguaggio, ma anche dalle contraddizioni e bugie, di questa persona reale, secondo un procedimento osservabile anche in opere precedenti.
Sangue di amor corrisposto ebbe accoglienze molto fredde in Brasile e poco confortanti anche nei paesi di lingua spagnola. Questo spiega, probabilmente, sia la preferenza mostrata in quegli anni Ottanta da Puig per la scrittura teatrale, sia il lungo intervallo - un'assoluta novità per lui - che separò Sangue di amor corrisposto dal successivo romanzo: Cae la noche tropical (1988).

#### Scende la notte tropicale
- Ma lui aveva la preoccupazione di tutto il lavoro in ritardo, sull'isola non aveva neppure aperto la valigia con i fogli della contabilità. Lei non l'ha preso bene, quel commiato sul marciapiede, davanti a tutti. Ma il giorno successivo, sabato, dovevano vedersi. Lui le ha telefonato il mattino dopo, che era terribile l'accumulo di lavoro, che l'avrebbe chiamata la domenica a mezzogiorno, una volta un po' avanti con le sue carte. Non l'ha chiamata. Non l'ha chiamata mai più.»
Si vive sempre, in qualche misura, anche la vita degli altri. Lucy e Nidia, le due sorelle ottuagenarie che dominano per buona parte il testo di questo romanzo, chiacchierano tra loro del passato e del presente di una lunga vita, ma sono anche molto intrigate dall'esistenza della psicologa Silvia, una conoscente, anche lei di origine argentina, che abita lì vicino in un quartiere sul mare di Rio de Janeiro.
Puig torna così a quella dimensione tutta femminile con cui si era misurato già nel primo romanzo, più di venti anni prima. Dimensione esclusivamente "parlata", in cui rimpianti e nostalgie si mescolano al buon senso e alla lucidità, le lamentele sugli acciacchi ai piccoli desideri realizzabili: e il ritorno dei grandi dolori dell'anima si alterna a confronti sulle spicciole differenze, linguistiche e di abitudini, tra Argentina e Brasile. Spicca, in questo flusso di parole scambiate, quell'interesse appena un po' pettegolo ma in realtà molto empatico per le disavventure sentimentali di un'altra donna, molto più giovane. Perché il romanticismo non è estraneo alle casalinghe (e alle ottuagenarie):
È proprio la lettera che la psicologa Silvia scrive a Lucy prima di tentare il suicidio, a fare da snodo per la seconda parte del romanzo: che Puig, abbandonando il dialogo, risolve tutta con scambi epistolari e col riporto di altri documenti scritti. Con una tecnica che gli è tipica, quella del montaggio di materiali disomogenei, Puig ottiene così che le ultime pagine del romanzo si movimentino, anche caricandosi di drammaticità. Scomparsa Lucy, è Nidia a farsi avanti sulla scena e a tenerla sino alla fine, con la caparbietà di una donna che vuol essere, ancora, sempre, madre di qualcuno.
Nel 1981 Puig era stato raggiunto a Rio dai suoi genitori, dopo anni di separazione. E da allora sua madre rimase con lui, prima in Brasile poi in Messico, a Cuernavaca, dove Puig si trasferì alla fine del 1989. Nel 1986 raggiunge Capri per ritirare il Premio Malaprte. Il ruolo protagonistico assunto da donne anziane sia in Mistero del mazzo di rose che in Cade la notte tropicale ha certamente questa base nella biografia dello scrittore. Ma a Cuernavaca, il 22 luglio 1990, Manuel Puig moriva improvvisamente, per complicazioni intervenute dopo un intervento chirurgico di routine. Era dunque sotto il segno della madre che si chiudeva il suo lavoro di romanziere, e Angelo Morino, tracciandone un rapido bilancio, scriveva giustamente:

## Opere

### Romanzi
- Il tradimento di Rita Hayworth (La traición de Rita Hayworth), 1968
- Una frase, un rigo appena (Boquitas pintadas), 1969
- Fattaccio a Buenos Aires/The Buenos Aires Affair (The Buenos Aires Affair), 1973
- Il bacio della donna ragno (El beso de la mujer araña), 1976
- Pube angelicale (Pubis angelical), 1979
- Queste pagine maledette (Maldición eterna a quien lea estas páginas), 1980
- Sangue di amor corrisposto (Sangre de amor correspondido), 1982
- Scende la notte tropicale (Cae la noche tropical), 1988

### Drammaturgie e sceneggiature
- Muy señor mio, 1975
- La cara del villano, 1978
- Recuerdos de Tijuana, 1978
- El beso de la mujer araña - Versione teatrale, 1983
- Stelle del firmamento (Bajo un mantos de estrellas), 1983
- Mistero del mazzo di rose (Misterio del ramo de rosas), 1987
- Triste rondine maschio (Triste golondrina macho), 1988
- I sette peccati tropicali (7 pecados tropicales), 1990
- Tango delle ore piccole (Gardel. uma lembrança), 1993
- La tajada, 1998

### Altri scritti
- Gli occhi di Greta Garbo (Los ojos de Greta Garbo), 1974
- Agonia di un decennio: New York '78 (Estertores de una década: Nueva York 78), 1978